# Subliminal Kill
Subliminal Kill es el quinto álbum de la banda chilena Pánico, lanzado en 2005.
En abril de 2008, la edición chilena de la revista Rolling Stone situó a este álbum como el 46.º mejor disco chileno de todos los tiempos.

## Lista de canciones
1. "Que Pasa Wey" – 2:56
2. "Transpiralo (Con Crazy Girl)" – 4:00
3. "Ice Cream" – 4:34
4. "Iguana" – 4:51
5. "Anfetaminado" – 2:14
6. "Guerra Nuclear" – 3:50
7. "Lupita" – 4:09
8. "Santiago Song" – 4:18
9. "Make It" – 4:55
10. "Telephone Dilemma" – 4:36